# Васкес, Хосе Хуан
Хосе́ Хуа́н Ва́скес Го́мес (исп. José Juan Vázquez Gómez; род. 14 марта 1988, Селая, Мексика) — мексиканский футболист, опорный полузащитник клуба «Тихуана». Бывший игрок сборной Мексики. Участник Чемпионата мира 2014 года.
Васкес получил прозвище «петух» из-за своей причёски, похожей на гребешок птицы.

## Клубная карьера
Гомес начал карьеру в команде из своего родного города «Селая». В 2009 году он дебютировал за клуб в третьем мексиканском дивизионе. В 2010 году Хуан помог команде занять первое место и выйти в Лигу Ассенсо. В конце 2011 года он перещёл в другой клуб второй лиги «Леон». 8 января 2012 года в матче против «Коррекаминос» Гомес дебютировал за новую команду. 29 января в поединке против «Торос Неса» он забил свой первый гол за «Леон». По окончании сезона Хуан помог команде оформить путевку в Лигу MX.
22 июля во встрече против «Керетаро» Гомес дебютировал в мексиканской Примере. 15 сентября в матче против «Гвадалахары» он забил свой первый гол на высшем уровне, реализовав пенальти. В 2013 году Васкес стал чемпионом Апертуры, а через год во второй раз стал чемпионом Мексики.
Летом 2016 года Хуан перешёл в «Гвадалахару». 24 июля в матче против «Монтеррея» он дебютировал за новый клуб. В том же году Васкес стал обладателем Суперкубка Мексики. 29 мая 2017 года в ответном поединке финала чемпионата против УНАЛ Тигрес Хуан забил свой первый гол за «Гвадалахару», который помог клубу выиграть чемпионат. В начале 2018 года Васкес перешёл в «Сантос Лагуна». 8 января в матче против Лобос БУАП он дебютировал за новую команду. В том же году Хуан помог клубу выиграть чемпионат.

## Международная карьера
30 января 2014 году в товарищеском матче против сборной Южной Кореи Гомес дебютировал за сборную Мексики.
В мае он был включен в список сборной на поездку на Чемпионат мира в Бразилию. На турнире он сыграл в матчах против сборных Бразилии, Хорватии и Камеруна. В заключительной встрече группового этапа против хорватов Хуан получил вторую жёлтую карточку и пропустил встречу 1/8 финала против сборной Нидерландов.
В 2015 году Васкес стал обладателем Золотого кубка КОНКАКАФ. На турнире он сыграл в матче против сборной Гватемалы.

## Достижения
Командные
 «Леон»
- Чемпионат Мексики по футболу — Апертура 2013
- Чемпионат Мексики по футболу — Клаусура 2014

 «Гвадалахара»
- Чемпионат Мексики по футболу — Клаусура 2017
- Обладатель Суперкубка Мексики — 2016

 «Сантос Лагуна»
- Чемпионат Мексики по футболу — Клаусура 2018

Международные
 Мексика
- Золотой кубок КОНКАКАФ — 2015